# Sirionós
Els sirionós o mbía són un poble indígena que habita en els boscos de les terres baixes de Bolívia al sud de Beni i al nord-occident de Santa Cruz (entre els 2° i 17° S. i des de 62° a 65° W). La seva autodesignació, mbía, significa "gent", mentre que sirionó és un nom forà que els refereix com a poble de la palma siri ("tucuma" o "cumare").
La població que es va autoreconèixer com sirionó en el cens bolivià de 2001 va ser de 133 persones. Aquest número va augmentar a 782 en el cens de 2012.

## Economia
Els sirionó han estat principalment caçadors amb arc i fletxa. Eren caçadors-recol·lectors nòmades que plantaven petits horts amb moniato, iuca, blat de moro, papaia, cotó, achiote i tabac. Actualment continuen caçant micos, cérvol, pecarí, paca, agutís, armadillos i caimans. També pesquen i recol·lecten tortugues de terra, fruits silvestres entre els quals es destaca el de la palma motacú, de la qual també aprofiten el margalló i recol·lecten especialment mel, la qual en l'actualitat comercialitzen. Ara, la majoria s'han sedentarizado i han ampliat l'extensió dels seus cultius i sembren a més dels tradicionals, arròs i bananer.
Fabriquen canastres, pipes de fang molt característiques, collarets, hamacas de fibra de ambaibo (Cecropía sp.)i cabestrells de cotó.

## Organització social
Tradicionalment conformaven bandes independents de 50 a 100 persones amb un ererecua (cap), i vivien campaments rectangulars, fets usant els arbres com a pals i cobrint-los amb fulles de palma com a sostre i parets. La mobilitat dels campaments era molt alta a l'estiu i molt de menor en l'hivern.
El parentiu i les relacions de reciprocitat eren fonamentals per a la cohesió de la banda. Els cosins creuats es consideraven parelles potencials i entre ells ocorrien gairebé tots els matrimonis, que per contra no han de tenir lloc entre pares i fills o entre germans (la qual cosa inclou als cosins paral·lels). La terminologia de parentiu recorda el tipus crow en diversos aspectes com l'equivalència terminològica entre la filla de la germana del pare i la germana del pare; no obstant això, el sistema no es conforma plenament amb el patró crow ni amb la seva lògica subjacent. Els rastres de la transmissió paral·lela d'uns certs estats s'han observat. L'equivalència terminològica dels germans de l'esposa amb els fills del germà de la mare i dels germans del marit amb els fills de la germana del pare, és consistent amb la unió asimètrica potencial dels cosins creuats.
La nova parella ha de viure amb els pares de l'esposa, per als quals caça l'espòs. Aquesta regla d'uxorilocalitat s'articula amb la subordinació al pare de la dona que actua com a líder de la família extensa constituïda per les seves filles, gendres i néts. Alhora aquesta organització patriarcal està limitada per la relativa llibertat de la dona en les seves activitats socials i sexualitat i el relatiu equilibri en l'aportació de treball a la família.
La poligàmia era comuna especialment amb germanes i en general, la unió sexual entre cosins creuats ja casats era considerada acceptable dins de les concepcions de reciprocitat dels parents, per la qual cosa els germans del pare eren considerats copares del nen nascut i es practicava el sororat a la mort de l'espòs. Actualment predomina la monogàmia per la influència dels missioners i de la mena de vida en els poblats.
Les dones havien de participar d'un ritual d'iniciació entre els 10 a 12 anys, per a poder casar-se o tenir relacions sexuals. Aquest se celebrava simultàniament en el bosc per a diverses noies d'edat similar, a les que es tallava el cabell i durant diversos dies eren banyades i cantades en algun corrent d'aigua en el bosc. Només podien unir-se a un home després de tenir el cabell llarg i mentrestant havien de treballar fortament en labors femenines i observar restriccions alimentoses precises.
El naixement del primer fill de la parella constitueix fins i tot l'ocasió per a una gran festa. D'altra banda una sèrie de pràctiques rituals lligades al naixement eren observades, com a restriccions alimentoses, tall del melic pel pare, assignació del nom al bebè pel primer animal caçat pel pare o per alguna cosa vista per ell.

## Llengua
L'idioma sirionó pertany a la família Tupí-Guraní. És una de les llengües oficials en Bolívia